# Peter Ludwig Berger (Jurist)
Peter Ludwig Berger (geboren 7. November 1896 in Baden bei Wien, Österreich-Ungarn; gestorben Juli 1978 in Wien) war ein österreichischer Jurist und christlicher Partei- und Gewerkschaftsfunktionär.

## Leben
Peter Berger war ein Sohn des Rechtsanwalts Johann Berger und der Angela Neumann. Er studierte Jura an der Universität Wien, war Soldat im Ersten Weltkrieg. Er wurde 1921 in Wien in Rechtswissenschaften promoviert und 1924 in Staatswissenschaften. Er lebte bis 1938 mit seiner Frau Angela Berger in Baden in der Welzergasse 11.
Berger wurde Funktionär der Christlichen Gewerkschaftsbewegung in der Republik Österreich und Funktionär der Christlichsozialen Partei (CS) und nach 1934 der Vaterländischen Front (VF) im Österreichischen Ständestaat. Nach dem „Anschluss“ Österreichs an das Deutsche Reich 1938 floh er nach Brasilien und ging von dort die USA. Von 1940 bis 1953 lehrte er internationales Recht an der Katholischen Universität von Amerika in Washington, D.C.
Er wurde in den USA Mitglied des Free Austrian Movement und führender Funktionär der von Hans Rott gegründeten Christian-Socialist Party of Austria.
Berger kehrte 1953 nach Österreich zurück, wo er als Hochschullehrer tätig war. 1956 wurde er Generalsekretär des 1953 von Theodor Hornbostel gegründeten Forschungsinstituts für Fragen des Donauraumes (FID) und Chefredakteur dessen Zeitschrift „Der Donauraum“.
Während des Nationalsozialismus wurden Peter Berger 1941 aus rassistischen Gründen die Staatsbürgerschaft entzogen und in der Folge auch die beiden Doktorgrade der Universität Wien aberkannt. Die Doktorgrade wurden ihm postum im Jahr 2003 wiederverliehen.

## Schriften (Auswahl)
- Faschismus und Nationalsozialismus. Ein Vergleich der geistigen Grundlagen. Wien. 1934.
- Elections and Parties in Austria, in: The Journal of Politics, XII (1950), S. 511–529.
- The Internationalization of Jerusalem, in: The Jurist, V10, No. 3, Juli, 1950.
- Nationale Selbstbestimmung und Minderheitenschutz in den Vereinigten Nationen. 1956.
- Die Erörterungen über Österreichs Neutralität. 1957.
- Der österreichisch-ungarische Ausgleich von 1867. Wien 1967.